# 泰諾儀式用椅
泰諾儀式用椅是前哥倫布時期由加勒比海地区泰诺族製作的木椅，形似四肢着地的人。它在多明尼加聖多明哥附近的洞穴中被發現，是地理大發現前泰諾文化的重要資產。

## 簡述
泰諾儀式用椅以硬木癒創樹（Guaiacum officinale）製成，它是牙买加的国花。
該椅子形似四肢著地的男人，頭部以黃金裝飾，其下則雕刻男性的生殖器。

## 都霍
都霍（Duhos）是雕刻的座椅，遍布加勒比地区泰诺族酋长卡西克的屋子裡，這種椅子代表著政治權力、威望。都霍能以木頭、石頭製作，但因木頭易損壞而比石椅罕見。
大英博物馆收藏了數件都霍，泰諾儀式用椅為其一，另有一件姿勢不同的人型椅，還有一件都霍於巴哈马伊柳塞拉岛發現。

## 目的

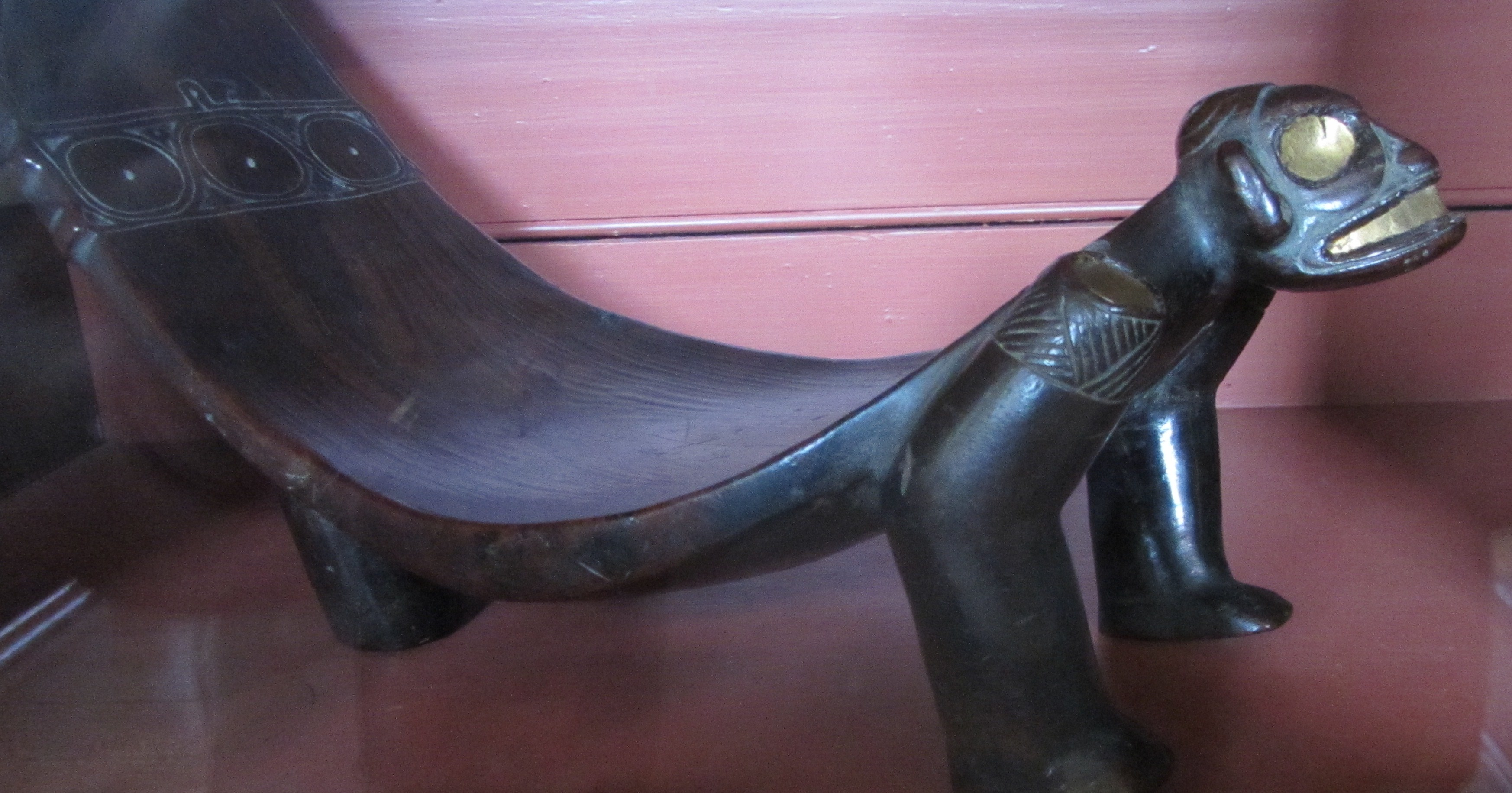
座椅上的雕刻

早期的探險家發現，泰诺族會使用致幻药物，稱為科霍巴，過去可能曾有酋長在泰諾儀式用椅上吸食藥物。有一泰諾族人像木雕頭上放有一個碗，可能是在澤米相關儀式中盛放科霍巴。

## 報導
泰諾儀式用椅被选为BBC《大英博物馆100件文物中的世界史》節目的文物之一。

## 另見
- 牙买加泽米雕像（英语：Zemi Figures from Vere, Jamaica）